# Mai und Beaflor
Mai und Beaflor ist ein mittelhochdeutscher Versroman aus dem 13. Jahrhundert. Der Verfasser ist unbekannt.
Der Versroman ist in zwei Handschriften erhalten: Dem Cod. germ. 57 im Besitz der Bayerischen Staatsbibliothek aus dem 14. Jahrhundert und dem Codex 6 der Landesbibliothek Fulda aus dem 15. Jahrhundert.

## Handlung
Beaflor ist die Tochter von Telion, König von Rom, und dessen Gemahlin Sabie. Nach dem Tod von Sabie entwickelt Telion eine inzestuöse Liebe zu Beaflor. Um dem Drängen ihres Vaters zu entkommen, flieht Beaflor mit Hilfe des treuen Dienstbotenpaars Roboal und Benigna allein per Schiff und landet an der Küste eines Landes, in dem ein Fürst namens Mai herrscht. Mai gewährt ihr Gastfreundschaft, aber sie verrät weder ihren Namen noch ihre Herkunft. Schließlich verliebt Mai sich in sie und die beiden heiraten, allerdings gegen den Willen von Eliacha, Mais Mutter, die daraufhin den Hof verlässt.
Knapp ein Jahr später muss Mai seinem Onkel, dem König von Spanien, im Krieg gegen die Heiden beistehen und reist ab. Beaflor bleibt zurück unter der Obhut zweier treuer Räte und bringt wenig später einen Knaben auf die Welt. Ein Bote wird losgeschickt, um Mai von diesem Ereignis zu unterrichten. Doch der Bote geht erst zu Eliacha. Diese sinnt immer noch auf Rache und bewirtet den Boten mit reichlich Alkohol, um dann den Brief gegen einen anderen auszutauschen. Der neue Brief beschuldigt Beaflor des Ehebruchs und bezeichnet das neugeborene Kind als Ungeheuer. Mai ist außer sich vor Wut, aber ordnet an bis zu seiner Rückkehr nichts zu unternehmen. Der Bote wird auf dem Rückweg wieder von Eliacha abgefangen und ein anderer Brief untergeschoben. Darin befiehlt sie den Räten Beaflor und das Kind zu töten. Die Räte jedoch verschonen die beiden und schicken sie auf einem Schiff fort. Das Volk, das Beaflor lieb gewonnen hatte, ist darüber empört und will Mai bei seiner Rückkehr steinigen. Die Intrige fliegt auf, der Bote gesteht, bei Eliacha gewesen zu sein, und Mai ersticht seine Mutter aus Rache.
Inzwischen landet das Schiff mit Beaflor und ihrem Sohn in Rom. Dort trifft sie das treue Dienstbotenpaar wieder und wird von ihnen aufgenommen. Acht Jahre später beschließt Mai, eine Pilgerfahrt nach Rom zu unternehmen, um beim Papst Vergebung für seine Sünden zu erlangen. Er schickt einige Diener voraus, die zufällig auf Roboal treffen. Dieser erfährt, wer ihr Herr ist und zieht Mai zusammen mit Beaflors Sohn Lois entgegen und führt ihn zu seiner Wohnung, wo Mai und Beaflor wieder vereint werden.